# Committee for the First Amendment

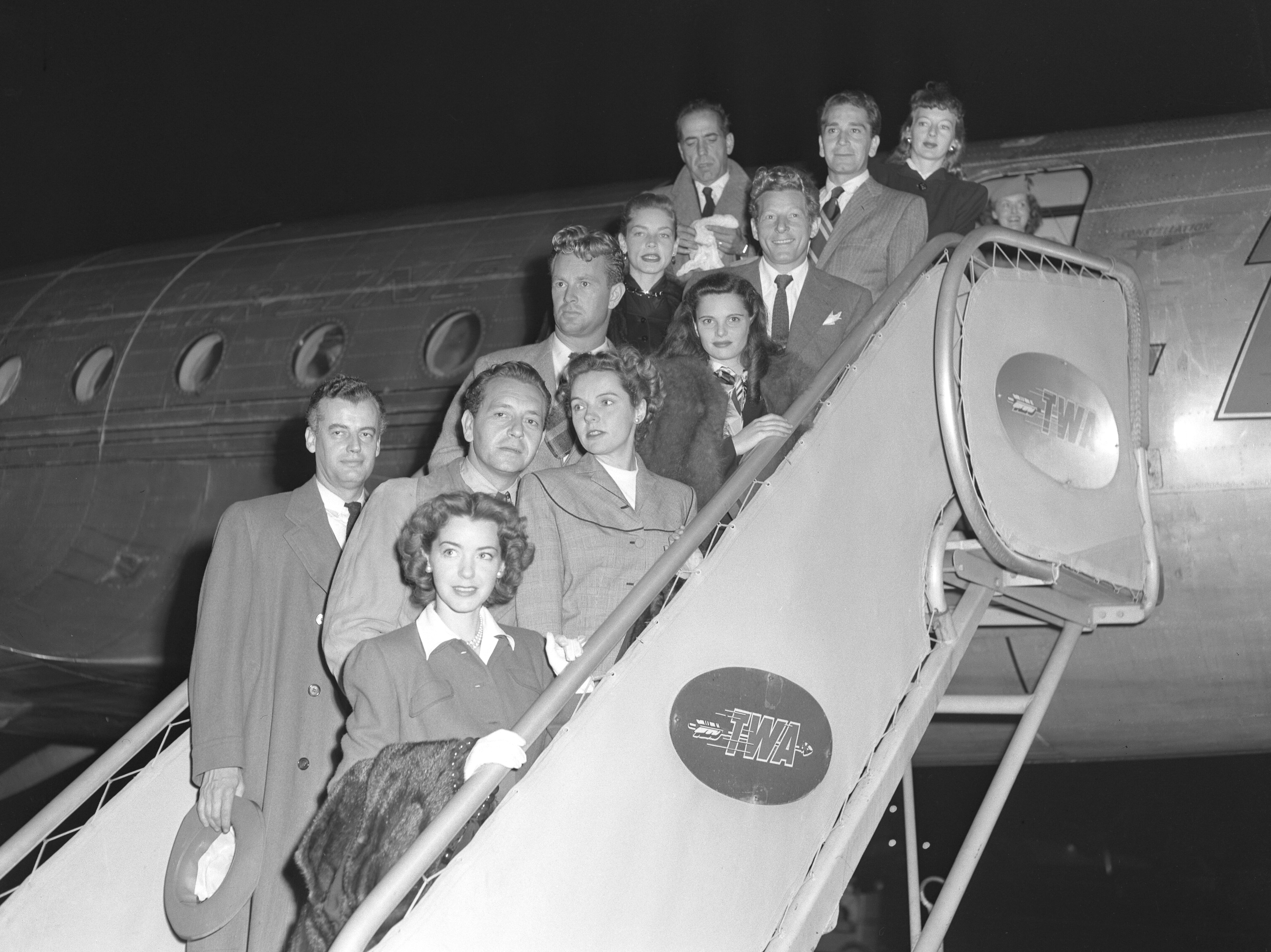
Einige der Mitglieder des Committee for the First Amendment auf dem Weg nach Washington, D.C. (1947)

Das Committee for the First Amendment (CFA), deutsch „Komitee für den ersten Zusatzartikel“, war ein 1947 ins Leben gerufener Zusammenschluss liberaler Hollywood-Filmschaffender. Der Name bezog sich auf den 1. Zusatzartikel zur Verfassung der Vereinigten Staaten, der dem Kongress der Vereinigten Staaten untersagt, Gesetze gegen die Religions-, Rede- und Pressefreiheit zu erlassen.
Vorausgegangen war die Gründung der Motion Picture Alliance for the Preservation of American Ideals (zu deutsch „Film-Allianz zur Bewahrung amerikanischer Ideale“) und deren Aussagen vor dem House Committee on Un-American Activities (HUAC) 1947, das die politische Gesinnung und die mögliche Verbindung Filmschaffender zu kommunistischen Gruppierungen prüfte. Die Aussagen der MPA-Mitglieder führten zur Vorladung und späteren Anklage der so genannten Hollywood Ten. 
Als Reaktion auf die Vorladungen gründeten John Huston, damals Vizepräsident der Filmregisseurgewerkschaft Screen Directors Guild, William Wyler, Myrna Loy und Philip Dunne die CFA. Diesem schlossen sich Filmschaffende wie Humphrey Bogart, Lauren Bacall, Gene Kelly, Danny Kaye, Sterling Hayden, June Havoc, Ira Gershwin, John Garfield und Richard Conte an. Eine Gesandtschaft des CFA flog nach Washington, um gegen die Vorladung der Hollywood Ten zu protestieren.
Nachdem die Hollywood Ten wegen Verweigerung der Aussage verurteilt worden waren, fiel das CFA bald auseinander, unter anderem aufgrund des auf einzelne Mitglieder ausgeübten Drucks. HUAC-Mitglied John E. Rankin versuchte Kritiker wie Danny Kaye, Edward G. Robinson und Melvyn Douglas zu diskreditieren, indem er auf ihre jüdische Herkunft verwies. Im März 1948 veröffentlichte die Zeitschrift Photoplay einen Beitrag Humphrey Bogarts unter der Überschrift „I’m no Communist“ („Ich bin kein Kommunist“). John Huston wurde in der Hearst-Presse als Kommunist verdächtigt und zog es vor, seine nächsten Filme im Ausland zu drehen. Die CFA-Mitglieder Sterling Hayden und Lloyd Bridges fügten sich 1951 in die Zusammenarbeit mit dem HUAC und gaben die Namen früherer linker Weggefährten preis.